# Internationales katholisches Komitee der Krankenschwestern und sozialmedizinischen Assistentinnen
Das Internationale katholische Komitee der Krankenschwestern und sozialmedizinischen Assistentinnen (en.: International Catholic Committee of Nurses and Medico-Social Assistents, fr.: Comité international Catholique des Infirmières et Assistantes Médico-Sociales, offizielle Abkürzung: CICIAMS) ist eine Vereinigung von Gläubigen in der römisch-katholischen Kirche mit Sitz in der Vatikanstadt. Das Komitee wurde 1933 gegründet und vom Heiligen Stuhl als eine internationale katholische Organisation anerkannt.
Es ist eine Nichtregierungsorganisation mit einem Beraterstatus bei der Weltgesundheitsorganisation, dem Wirtschafts- und Sozialrat der Vereinten Nationen, der Internationalen Organisation für Arbeit, der UNICEF und dem Europarat. Die Organisation arbeitet mit der Internationalen Föderation katholischer Apotheker (FIPC) und der Internationalen Föderation katholischer Ärztevereinigungen (FIAMC) an Projekten und Hilfsprogrammen. CICIAMS pflegt die Zusammenarbeit mit dem Päpstlichen Rat für Krankendienst, dem Päpstlichen Rat für die Familie und dem Päpstlichen Rat für die Laien zusammen.

## Geschichte
Im Jahr 1928 trafen sich katholische Krankenschwesterorganisationen in Lourdes (Frankreich) zu einem internationalen Gedankenaustausch und beschlossen, ein internationales „Fachorgan für katholische Krankenschwestern“ zu gründen. Der erste Vorläufer, der sich 1928 in Basel (Schweiz) gründete, nannte sich „Internationales Studienkomitee der katholischen Vereinigungen der Krankenschwestern“. Im Jahr 1933, dem offiziellen Gründungsjahr, wurde die Vereinigung in Basel auf den Namen „Comité International Catholique des Infirmières et Assistants Médico-Sociales“ (de.: Internationales katholisches Komitee der Krankenschwestern und sozialmedizinischen Assistentinnen) getauft. In besonderem Maße setzte sich die Ordensschwester Marie Liron d'Airoles (1884–1945), die Gründerin der französischen Krankenschwesternorganisation, für den Aufbau und die Erweiterung ein und wurde zur ersten Präsidentin gewählt. Neben den Krankenschwestern traten auch qualifizierte Mitarbeiter aus dem medizinisch-sozialen Bereich in die nationalen Vereinigungen ein, so dass das CICIAMS seinen Wirkungsbereich erweiterte.

## Selbstverständnis
Das CICIAMS hat sich als Ziel die Förderung der technischen Fähigkeiten, im Einklang mit christlichen Prinzipien zu vereinen, gesetzt. Es will die Zusammenarbeit bei der Entwicklung der Krankenpflege und anderen sozialmedizinischen Fragen fördern. Hierzu verpflichtet es sich die christlichen Werte einzuhalten und alle Möglichkeiten auszuschöpfen die zu ihren Zielen führen. Mit diesen Zielen möchte die Vereinigung dem medizinischen Personal eine christliche und moralische Unterstützung anbieten und es zur Zusammenarbeit auffordern. Hierzu organisiert sie internationale Kongresse und Studienseminare, sie erarbeitet ethische Orientierungshilfen und unterstützt katholische Krankenschwestern in Entwicklungsländern.

## Organisation und Ausweitung
Das CICIAMS wird von einem Generalrat geleitet, der durch die Mitgliederversammlung gewählt wird. Die Mitgliederversammlung setzt sich aus den Delegierten der nationalen Vereinigungen zusammen und tagt alle 2 Jahre. Der Generalrat wählt das Exekutivbüro, hierzu gehören: der internationale Präsidentin, die Generalsekretärin, der Schatzmeister, die Regionspräsidentinnen, die Leiterin der Ethikkommission, die Leiterin des Verwaltungsrates, die Leiterin des Fachausschusses, die Leiterin des Familienausschusses, die Leiterin des Ausschusses für die Satzung, die Delegierten zur WHO, UN und UNICEF, die Leiterin des Ausschusses für die Hebammen, dem Kirchlichen Assistenten und die Webmasterin.
Die weltweit 60 Mitgliedsvereinigungen unterteilen sich in die Regionen Afrika (englischsprechend), Afrika (französischsprechend), Asien, Nordamerika und Europa. Sie werden von einem Regionalsekretariat geleitet, dem die Regionspräsidentin vorsteht. Das internationale Sekretariat hat seinen Sitz in Dublin.